# Портики Болоньи
Портики Болоньи — характерная деталь архитектурного облика Болоньи в Италии, ставшая символом города, наряду с многочисленными средневековыми башнями. По количеству портиков Болонья превосходит все города Италии и мира: в общей сложности их протяжённость более 38 километров только в историческом центре, но достигает 53 километров, если также учитывать те, что находятся за пределами средневековых городских стен.
Учитывая культурную и художественную значимость и самобытность этой архитектурной достопримечательности города, в 2021 году портики Болоньи были объявлены объектом Всемирного наследия ЮНЕСКО.

## История

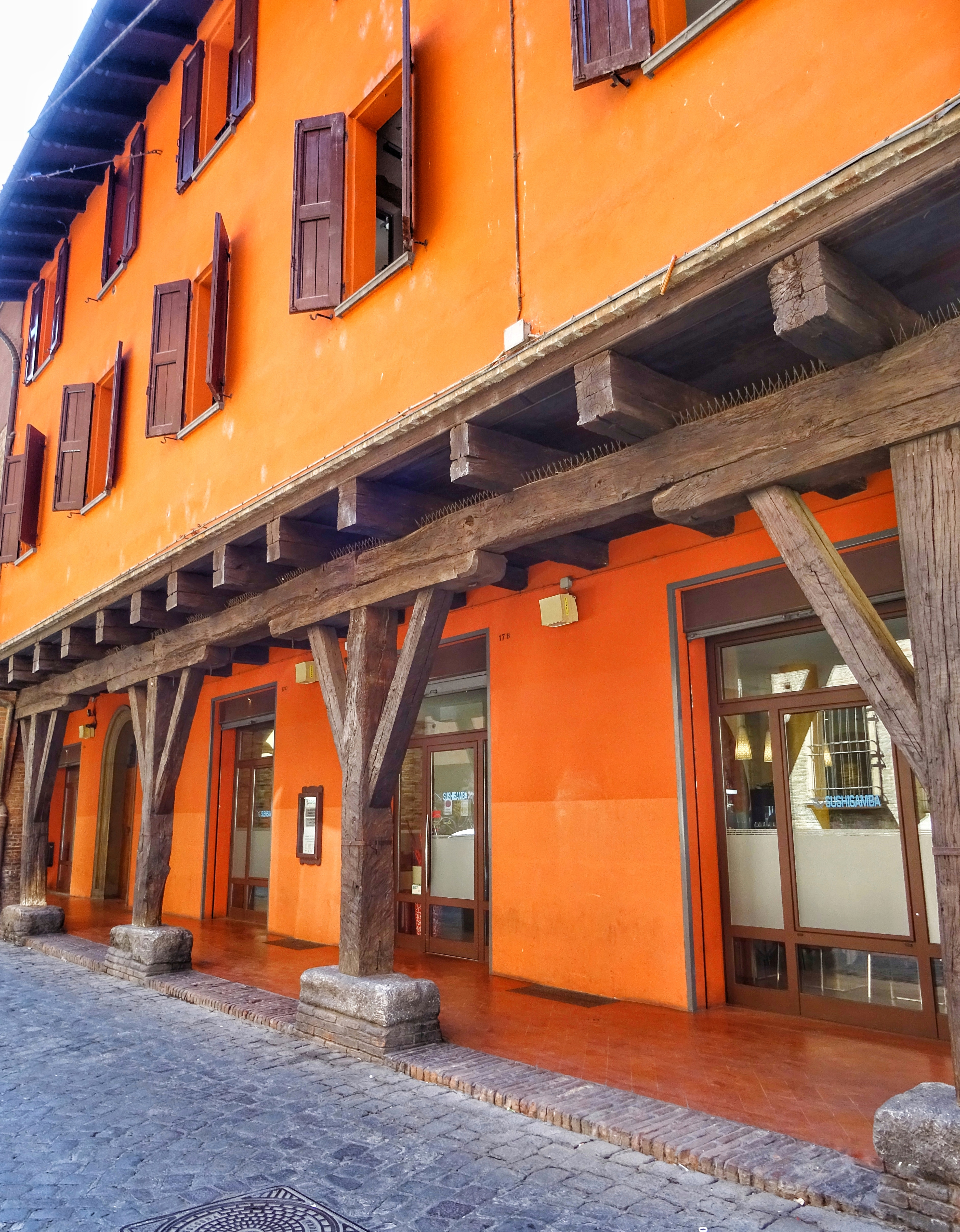
Деревянные портики на виа Марсала — пример того, как выглядели ранние портики

Начало строительству портиков Болоньи было положено в раннем Средневековье, как вариант увеличения жилого пространства частных зданий, без формального посягательства на общественную землю. Первое историческое свидетельство относится к 1041 году. В момент первых появлений портиков дома расширялись за счет надстройки верхних этажей, повисающих над общественным пространством улиц с опорой на деревянные откосы. С течением лет верхние этажи увеличивались в размерах, и для предотвращения их обрушения возникла необходимость в опорных колоннах, создававших таким образом аркады.

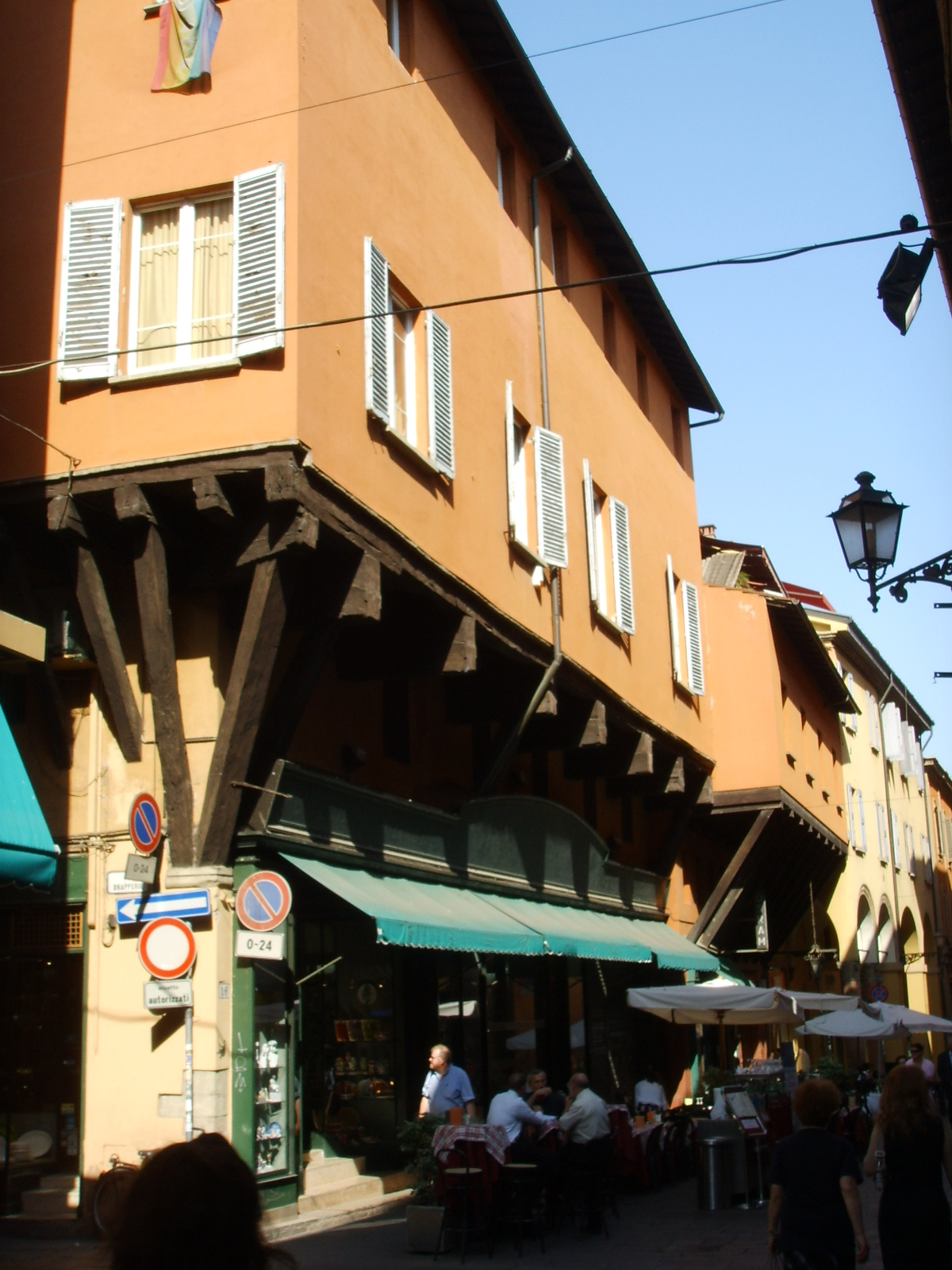
Ранний вариант расширения жилой части дома

В последующие столетия подобное расширение полезной площади за счет возведения аркад позволило городу разместить большой поток студентов и приглашаемых преподавателей и учёных Болонского университета, а также мигрантов из сельской местности. В 1288 году было выпущено уведомление городского муниципалитета о том, что все новые дома должны были строиться с портиком, а те, которые уже существовали и не имели портика, должны были его добавить. На протяжении Средних веков аркады строились из дерева, затем, после указа от 26 марта 1568 года папского наместника Джованни Баттиста Дориа и гонфалоньера Камилло Палеотти, деревянные аркады были перестроены из кирпича или камня. Здания с оригинальными деревянными портиками сохранились на виа Марсала или в квартале Корте-Исолани.
Портик Сан-Лука — самый длинный в мире. Его аркады соединяют Порта Сарагоцца (одни из двенадцати ворот средневековых стен, окружающих старый город) со святилищем Мадонны-ди-Сан-Лука. 666 сводчатых аркад имеют протяженность почти четыре километра. Его портики являются укрытием от возможной непогоды для традиционной процессии, которая каждый год, начиная с 1433 года, проносит византийскую икону Мадонны с младенцем, приписываемую евангелисту Луке, в собор Святого Петра во время праздника Вознесения Господня.

## Галерея

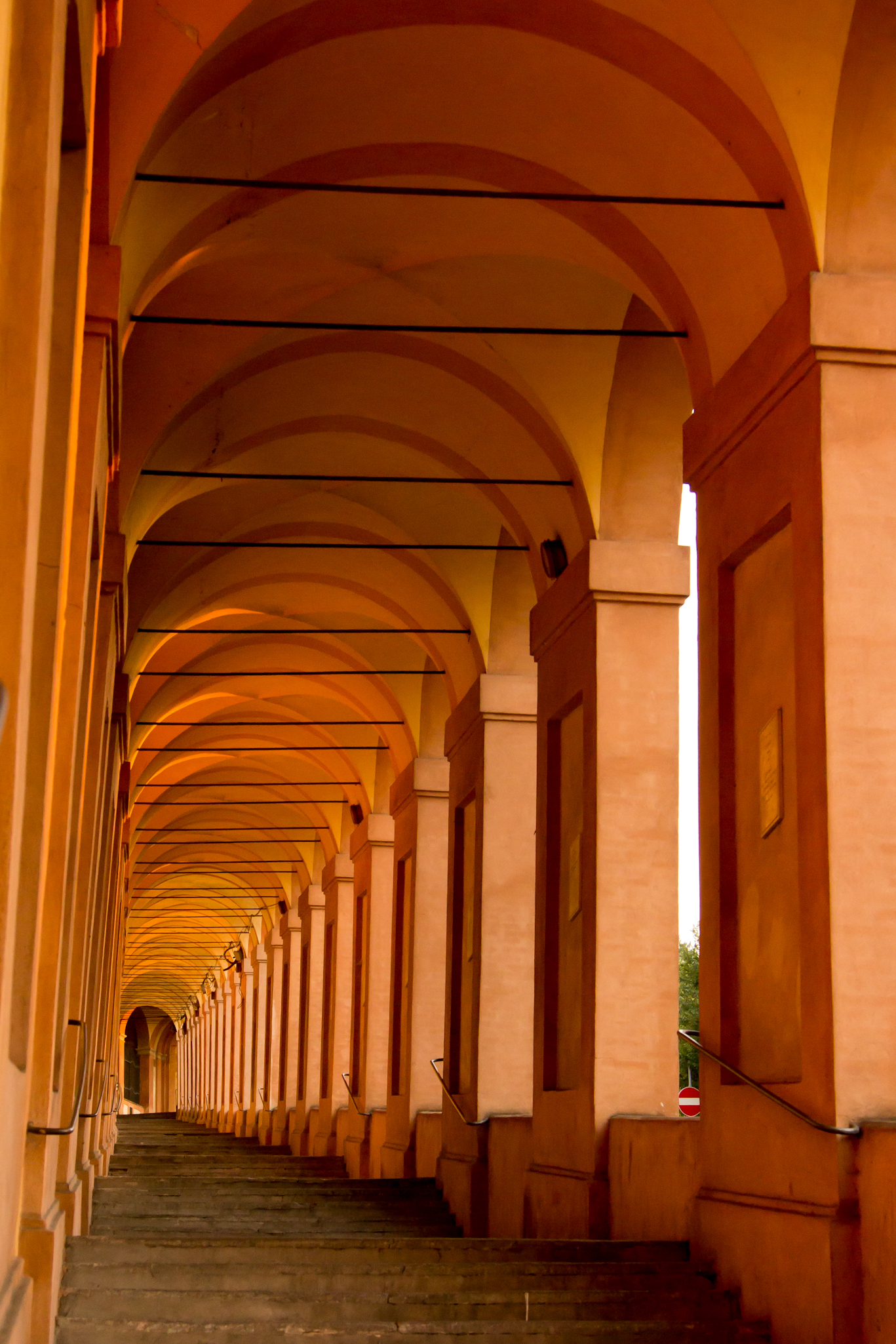
Портик Сан-Лука
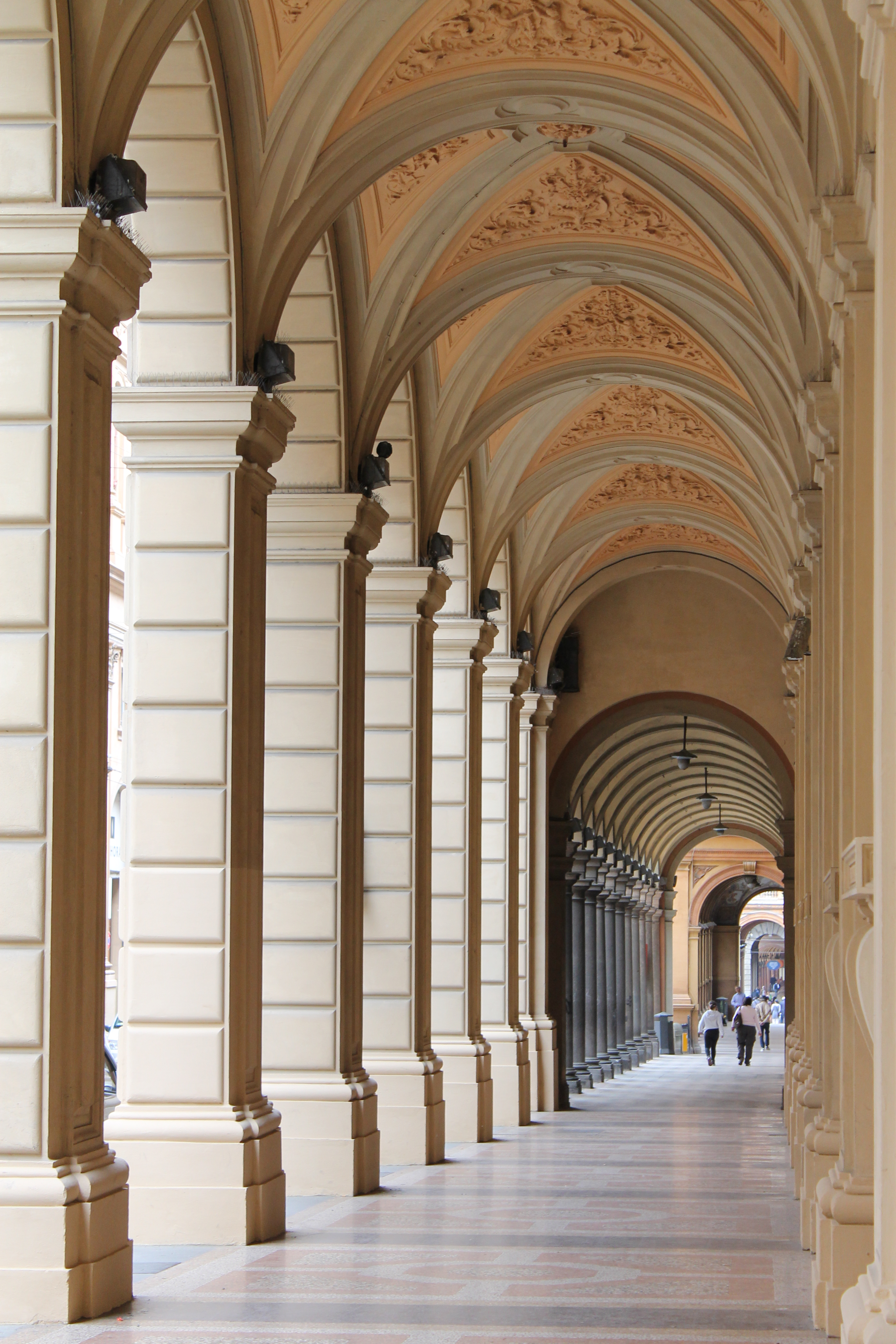
Портики на улице Фарини
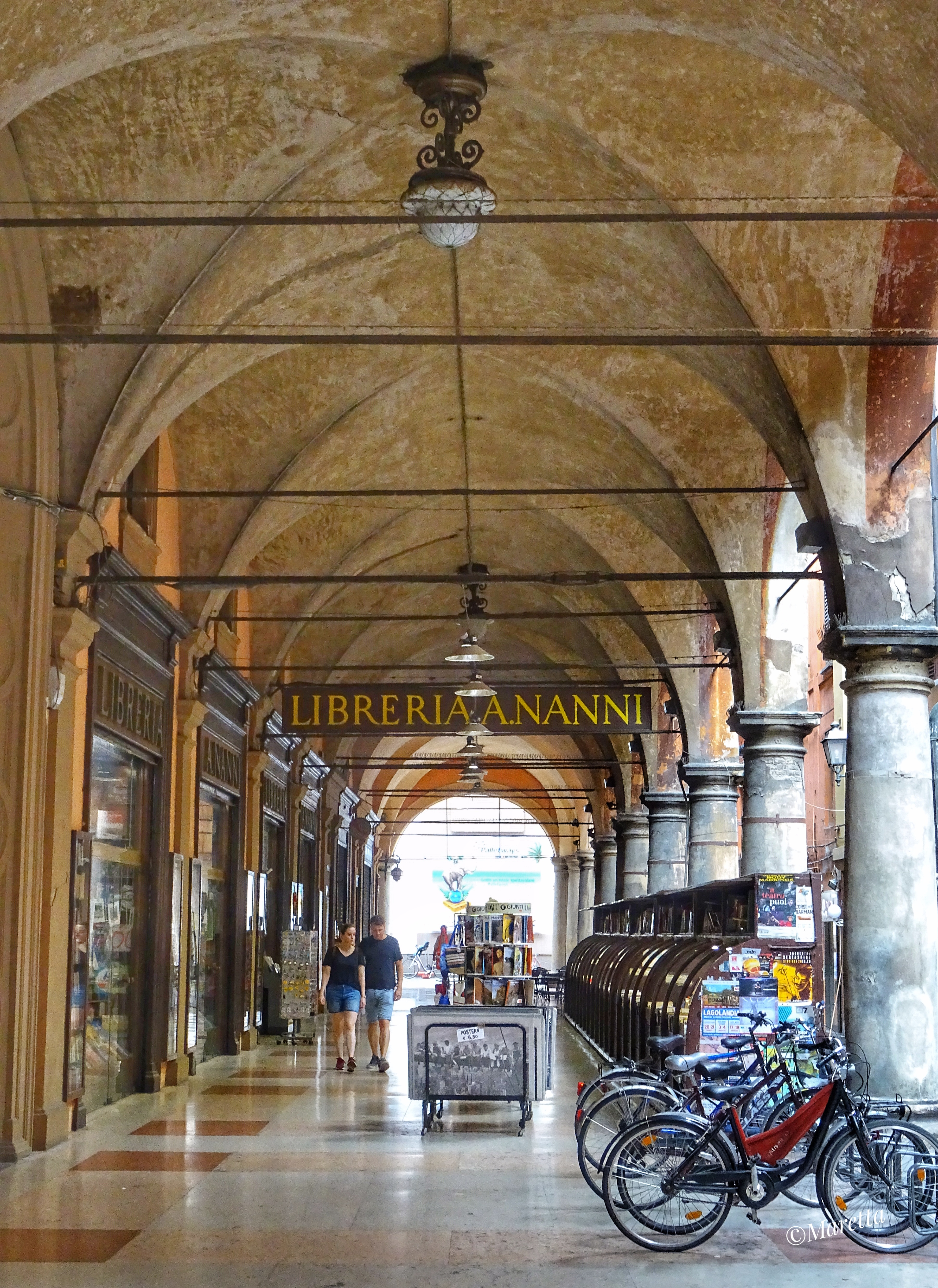
«Портик смерти»
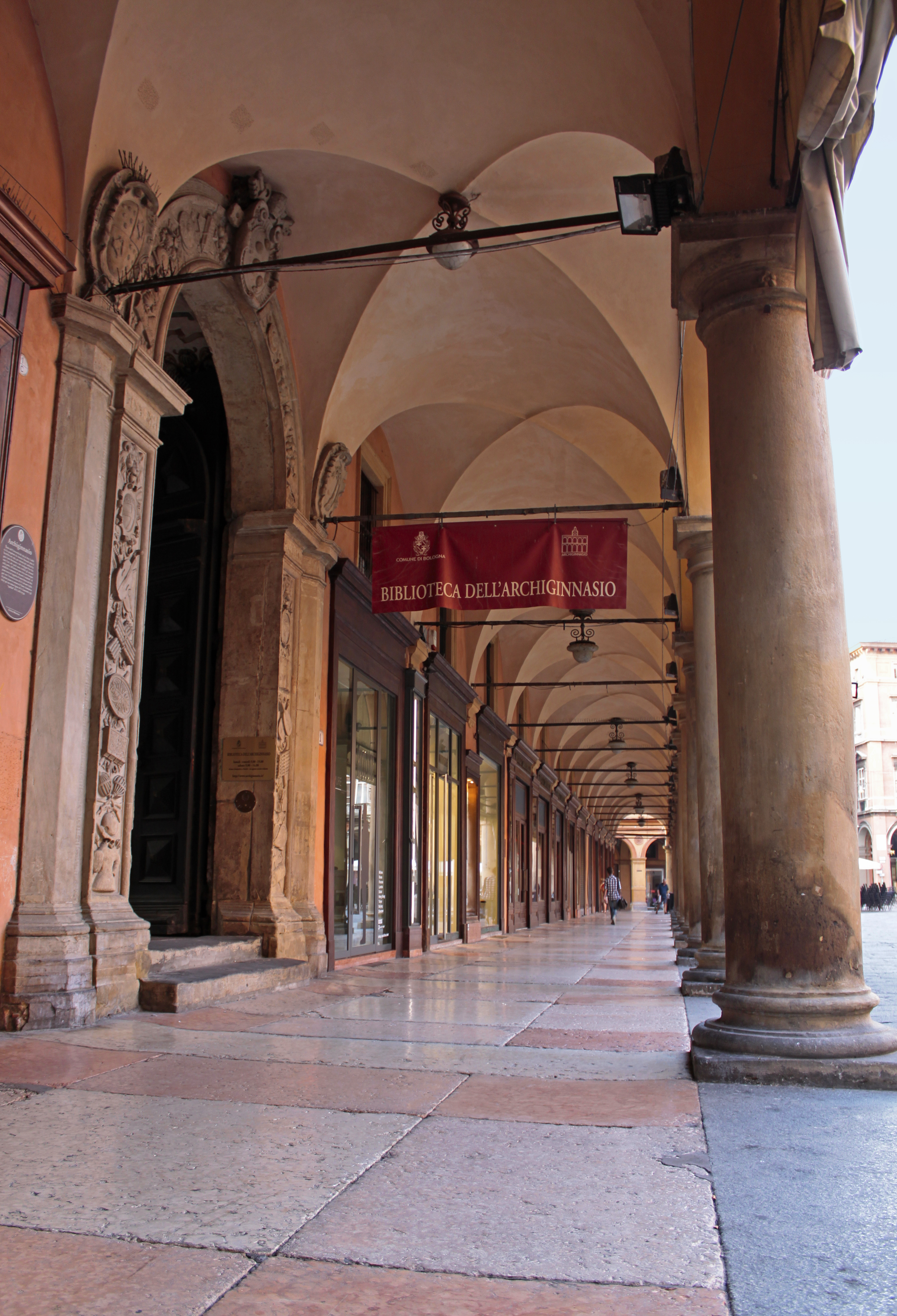
Портик Павальоне
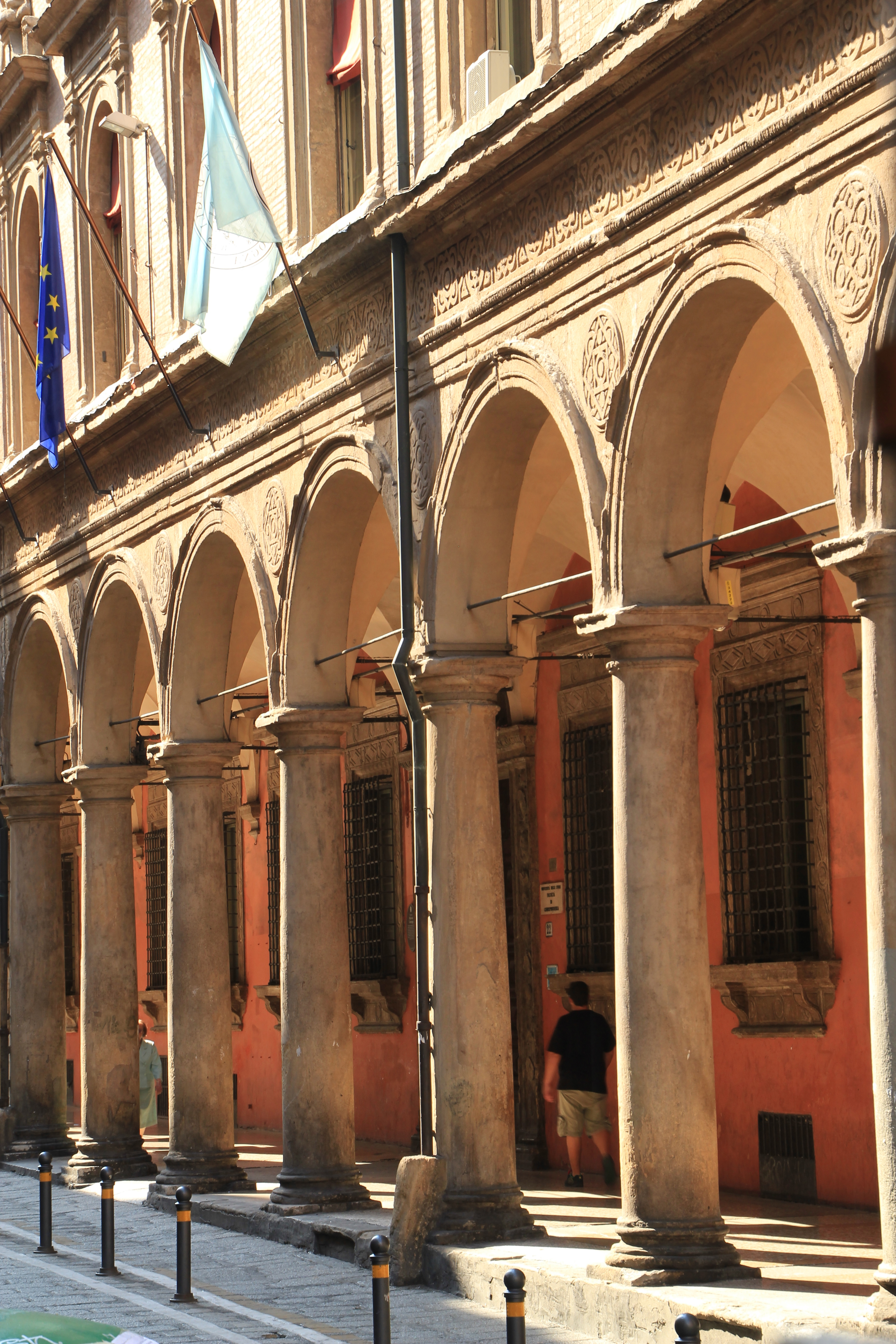
Портик дворца Мальвецци Кампельджи
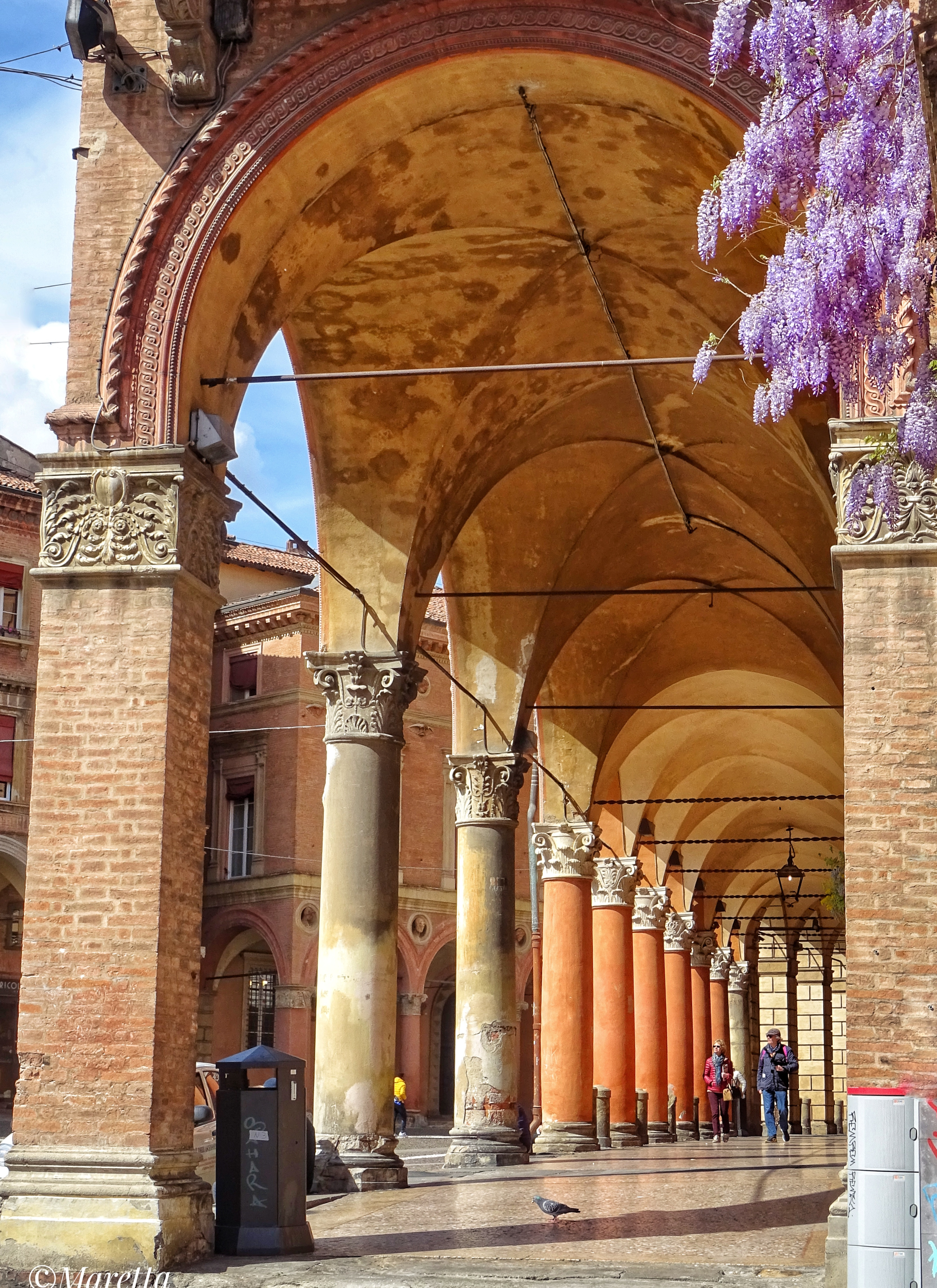
Портик дворца Бьянкини
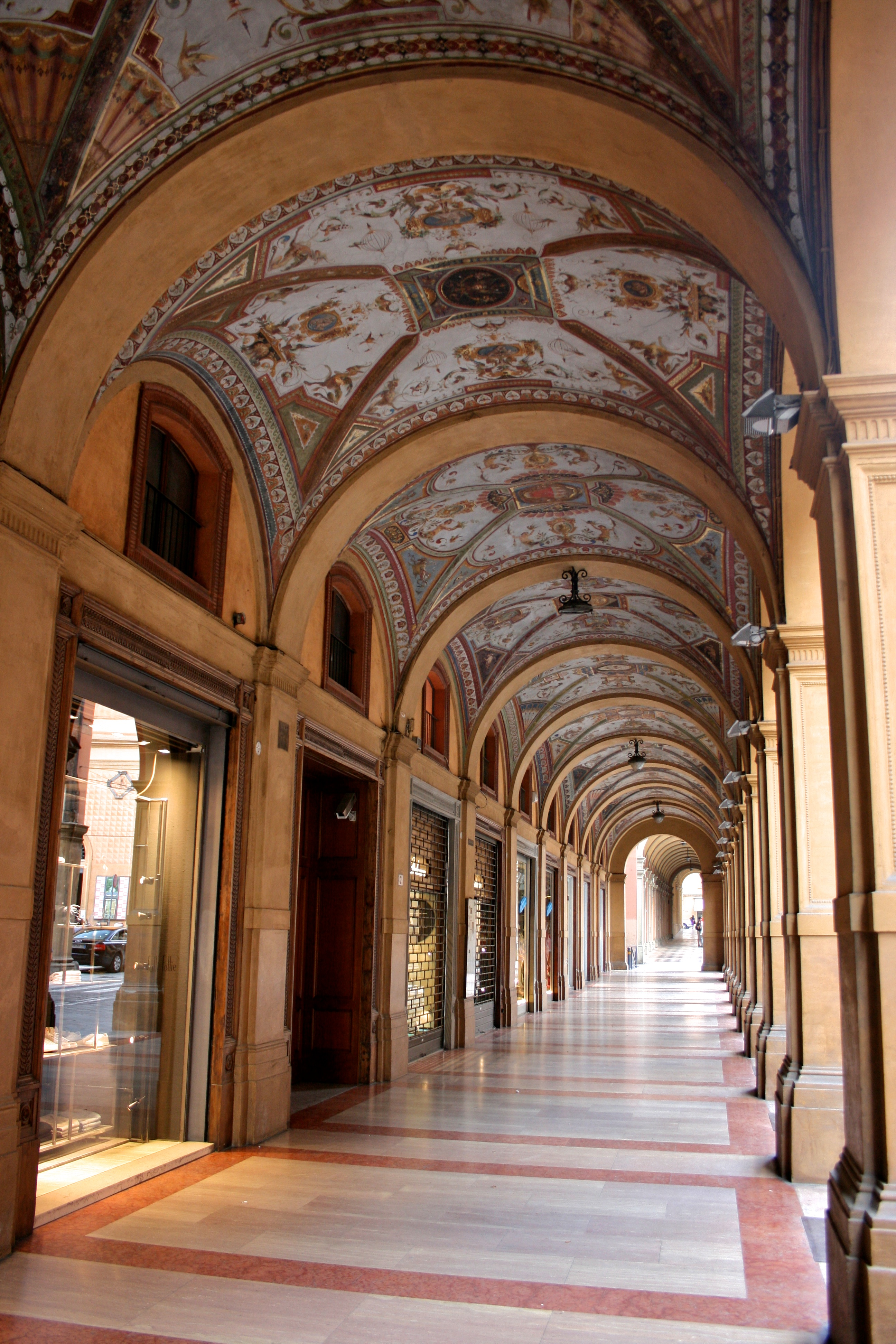
Портик дворца Банка Италии
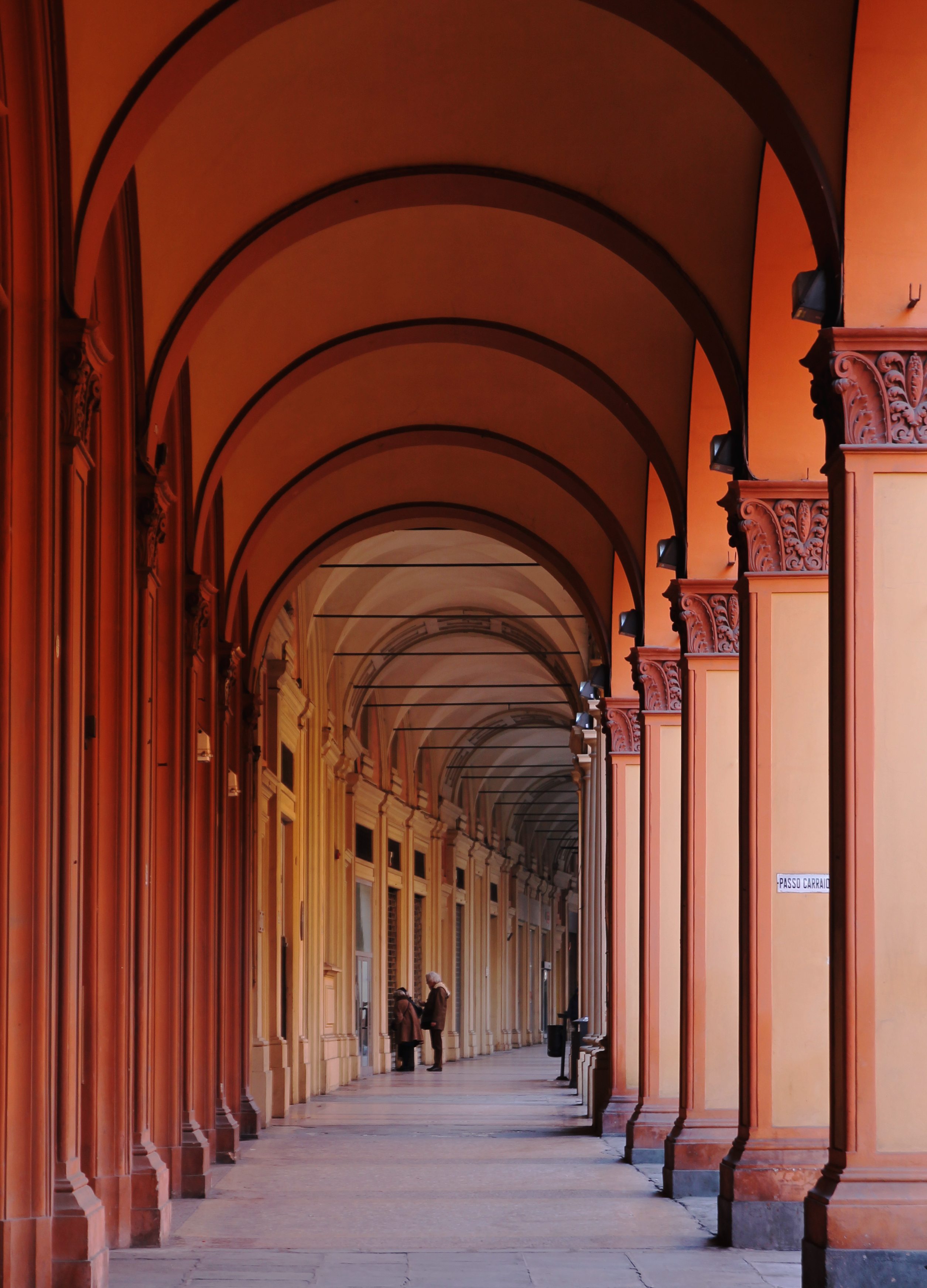
Портики на улице Фарини
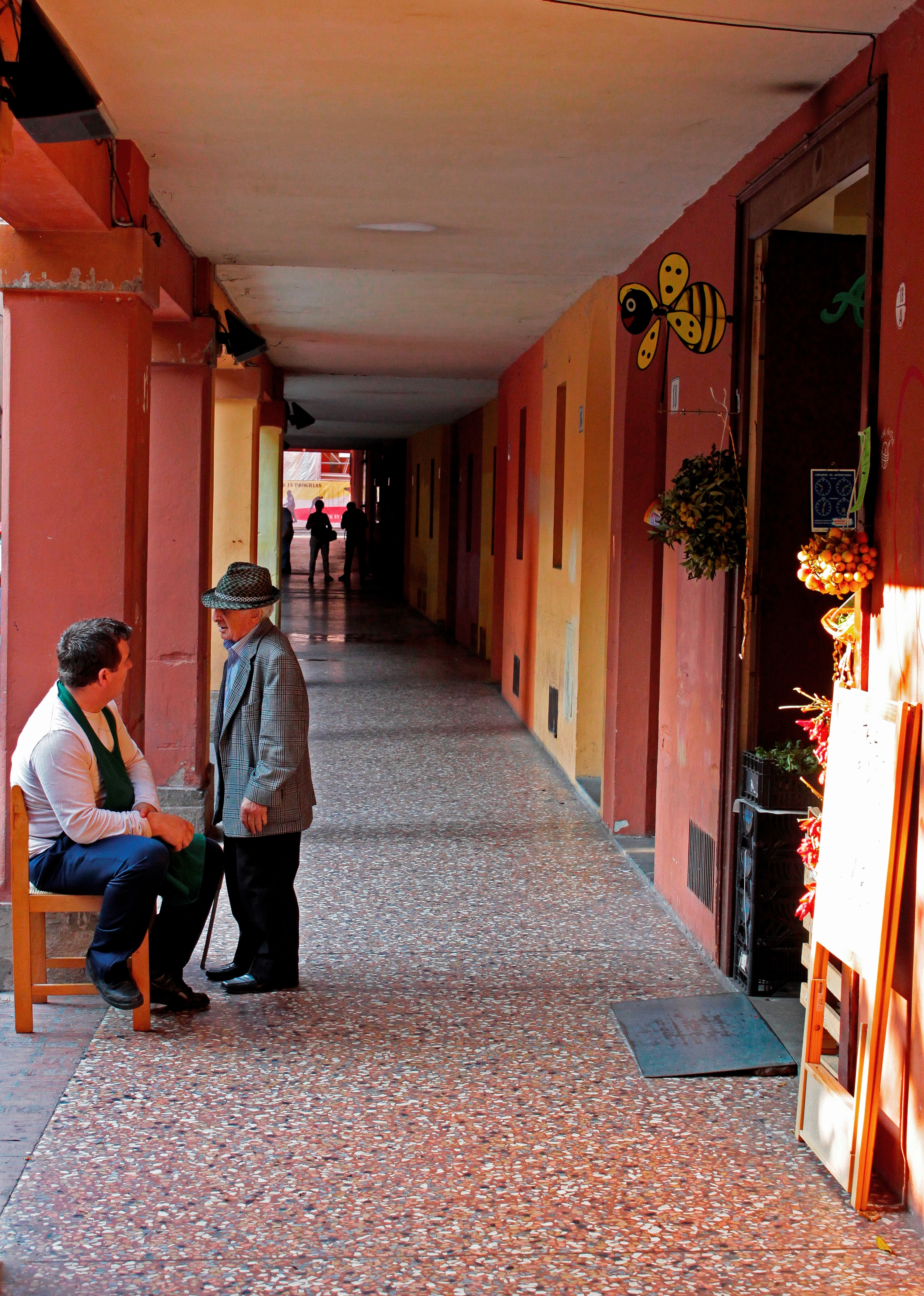
Портики на улице Сан Леонардо